# Gornate Superiore

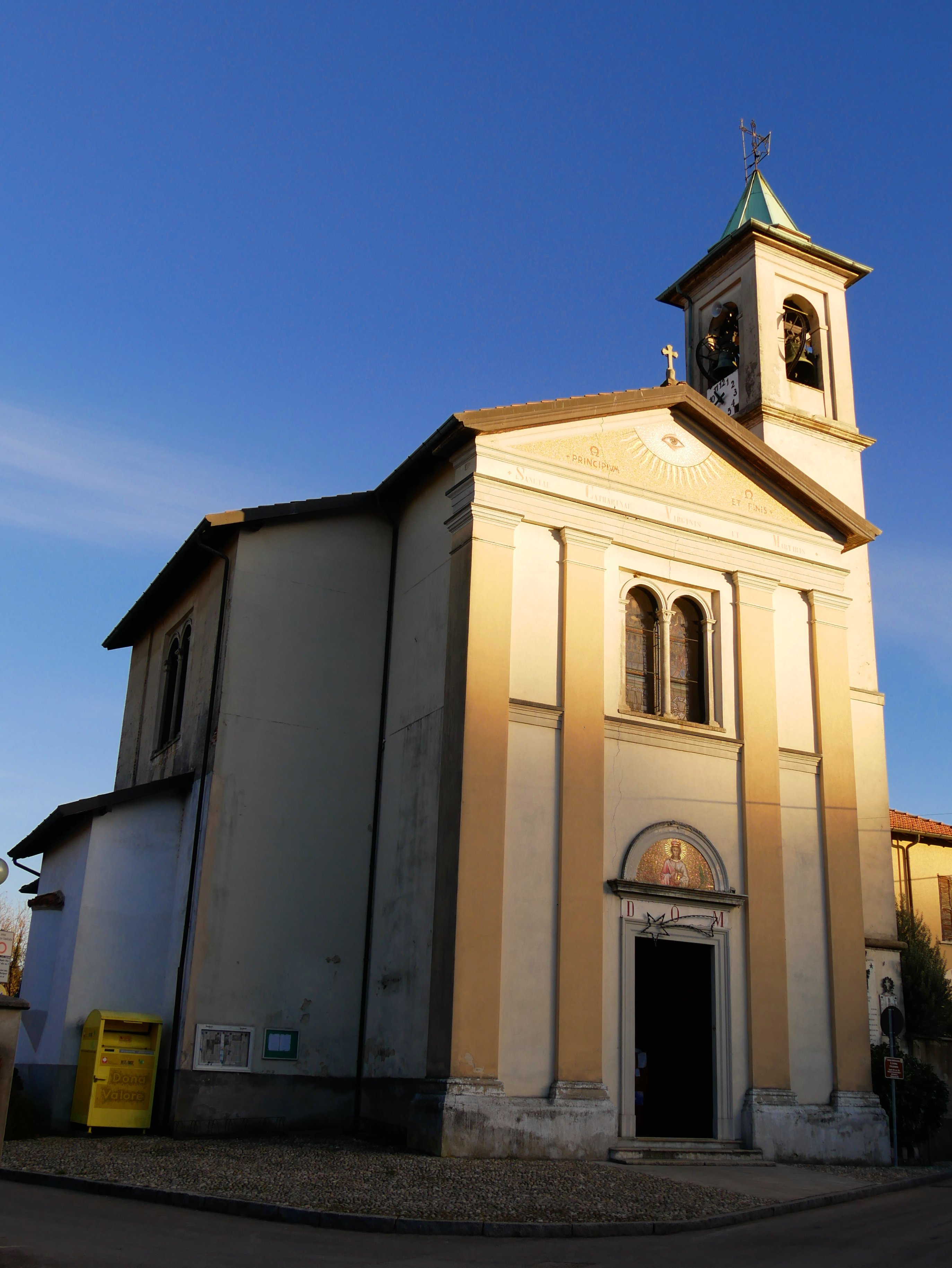
Chiesa di Santa Caterina d'Alessandria

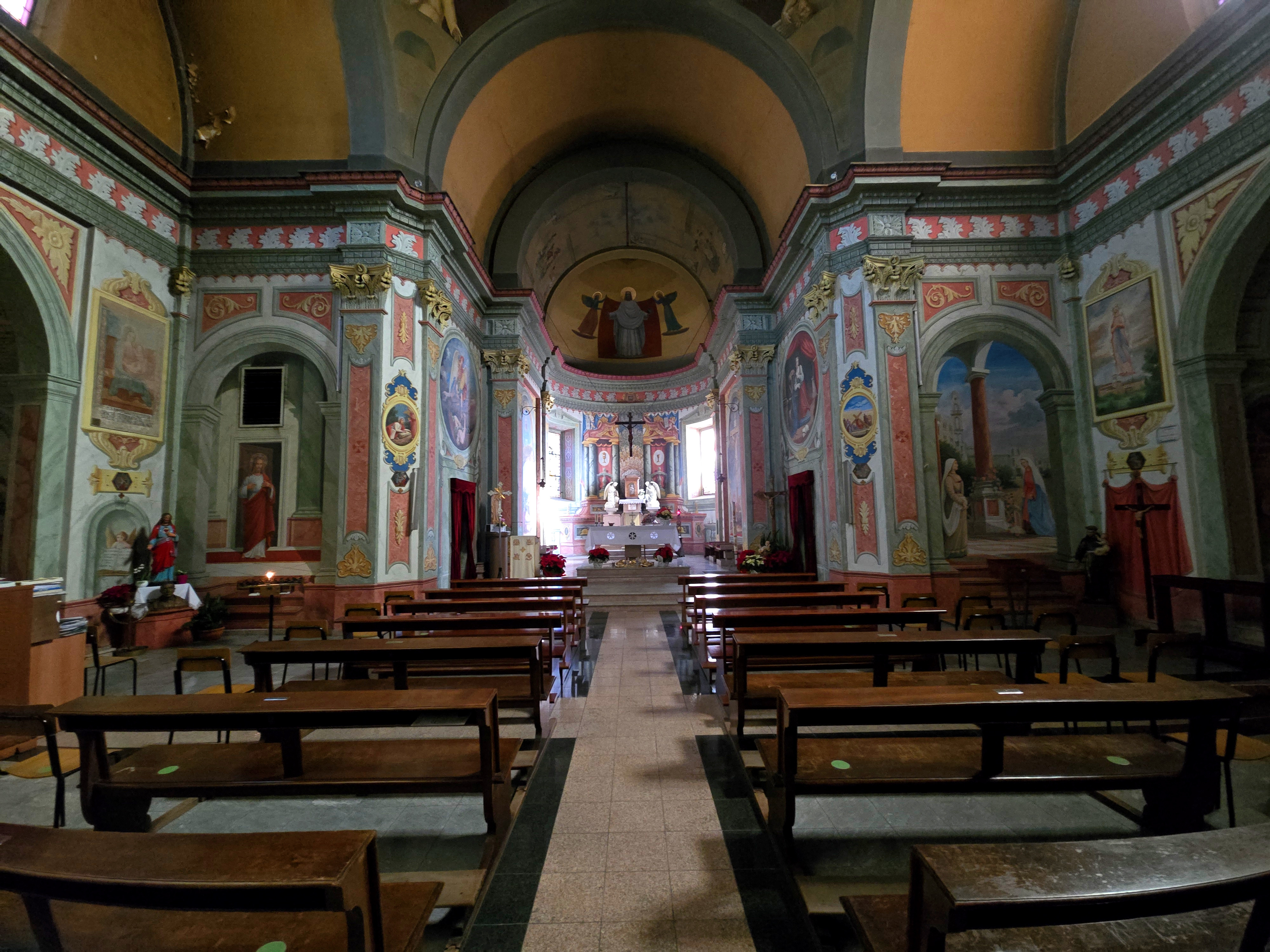
Interno della chiesa di Santa Caterina d'Alessandria

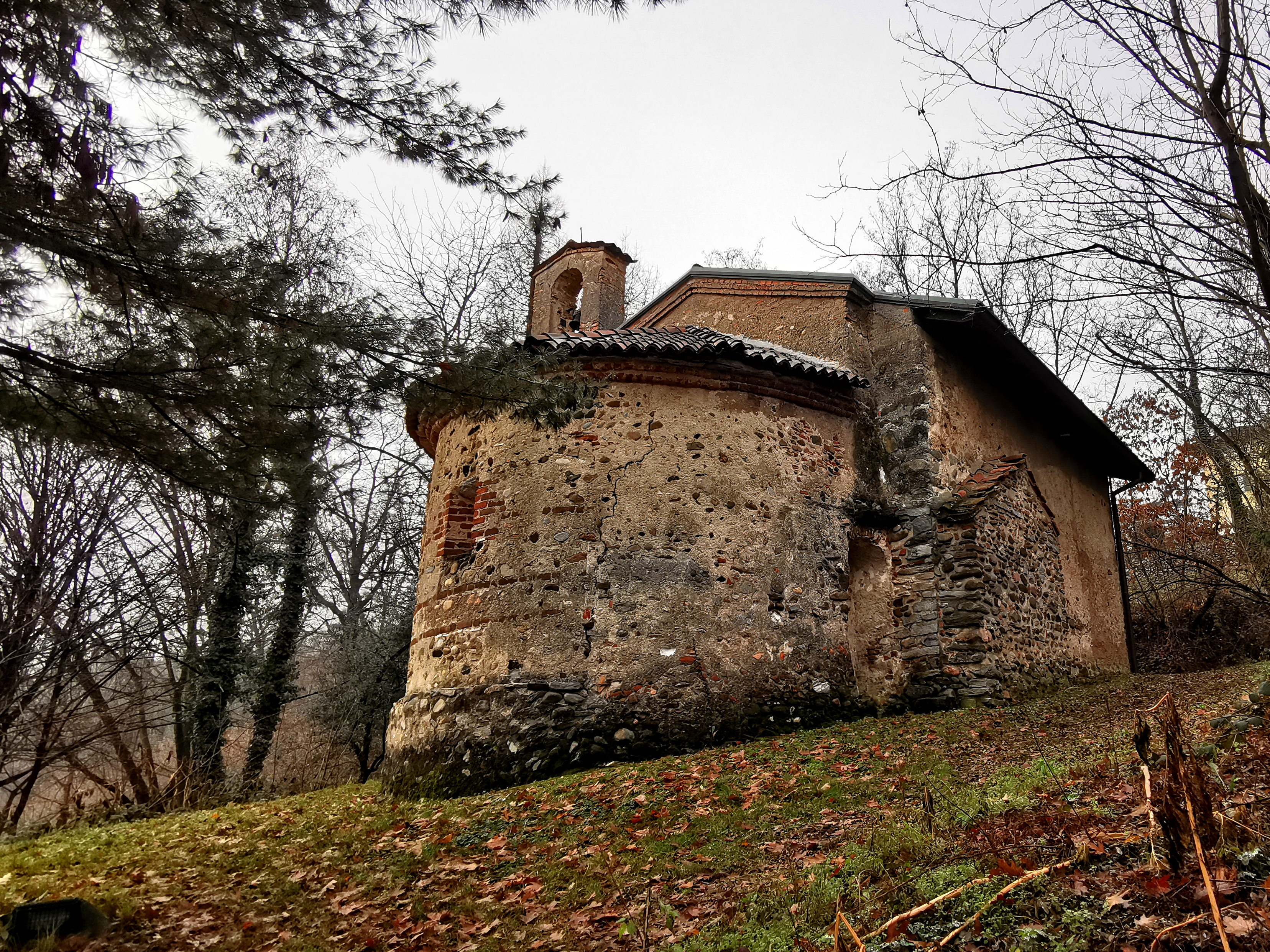
Chiesa di San Michele Arcangelo

Gornate Superiore (Gornaa da Sura in dialetto varesotto) è una frazione geografica agreste del comune italiano di Castiglione Olona in provincia di Varese, posta a ovest del centro abitato ai margini del parco Rile Tenore Olona. L'abitato condivide il nome con Gornate Olona, rispetto al quale si trova più a monte.
La chiesa di San Michele Arcangelo, costruita su un’altura dominante l’abitato, ha caratteristiche costruttive proprie delle chiese dell’VIII secolo che ne fanno il più antico edificio sacro del Varesotto e il più antico oratorio a nord di Milano, come si può dedurre anche dalla dedicazione a San Michele Arcangelo, venerato dai longobardi, egemoni nei primi secoli del Contado del Seprio, e dai Burgundi, di passaggio nel territorio nel VI secolo. 

## Storia
Fu un antico comune del Milanese edificato intorno alla locale chiesetta dedicata a santa Caterina.
Registrato agli atti del 1751 come un borgo di circa 160 abitanti, nel 1786 Gornate Superiore entrò per un quinquennio a far parte dell'effimera Provincia di Varese, per poi cambiare continuamente i riferimenti amministrativi nel 1791, nel 1798 e nel 1799. Alla proclamazione del Regno d'Italia nel 1805 risultava avere 187 abitanti e da quattro anni aveva cambiato nuovamente capoluogo, stavolta passando in provincia di Como. Nel 1809 fu soppresso con regio decreto di Napoleone e annesso a Castiglione. Il Comune di Gornate Superiore fu quindi ripristinato con il ritorno degli austriaci, e l'abitato risultò essere popolato da 292 anime nel 1853, salite a 300 nel 1861. La soppressione dell'autonomia comunale giunse infine nel 1927 su decisione del Governo Mussolini, che decretò l'unione con Castiglione sull'antico modello napoleonico.